# Urbányi István
Urbányi István (Salgótarján, 1967. április 17. –) válogatott labdarúgó, középpályás, edző. A maldív-szigeteki labdarúgó-válogatott szövetségi kapitánya volt két alkalommal.

## Pályafutása

### A válogatottban
1990-ben két alkalommal szerepelt a válogatottban.

## Sikerei, díjai
- Magyar bajnokság
  - bajnok: 1987–88, 1990–91
  - 3.: 1991–92

## Statisztika

### Mérkőzései a válogatottban
| Magyarország | Magyarország        | Magyarország                  | Magyarország | Magyarország | Magyarország | Magyarország | Magyarország | Magyarország |
| #            | Dátum               | Helyszín                      | Hazai        | Eredmény     | Vendég       | Kiírás       | Gólok        | Esemény      |
| ------------ | ------------------- | ----------------------------- | ------------ | ------------ | ------------ | ------------ | ------------ | ------------ |
| 1.           | 1990. szeptember 5. | Budapest, Megyeri úti Stadion | Magyarország | 4 – 1        | Törökország  | barátságos   | -            | 66'          |
| 2.           | 1990. október 17.   | Budapest, Népstadion          | Magyarország | 1 – 1        | Olaszország  | Eb-selejtező | -            | 87'          |
|              | Összesen            |                               |              | 2            | mérkőzés     |              | 0            | gól          |